# Caobao Road
Caobao Road (漕宝路) is een station van de metro van Shanghai, gelegen in het district Xuhui. Het station werd geopend op 28 mei 1993 en is onderdeel van het zuidelijke deel van lijn 1. Vanaf eind 2014 doet tevens lijn 12 dit station aan.